# Frettage
Nelle strutture in calcestruzzo armato (ordinario o precompresso), il frettage o armatura di frettaggio, è un'armatura integrativa diffusa di confinamento  che può essere costituita da barre a forma di spirale, da staffe, ecc.

Tale tipologia di armatura si rende necessaria nei casi in cui la membratura in cemento armato sia soggetta ad elevati carichi concentrati come succede ad esempio nelle strutture in cemento armato precompresso, nelle paratie tirantate (con tiranti di ancoraggio) e all'estremità dei pali di fondazione realizzati fuori opera.
  
In corrispondenza del punto di applicazione del carico di compressione (ad esempio le testate delle travi precompresse o le teste dei tiranti di ancoraggio nelle paratie), questo si diffonde nella membratura.

La tipologia di diffusione è quella tipica di tutte le zone di introduzione  di carichi concentrati, che per la sua forma viene definita in letteratura: diffusione a bottiglia.

A seguito dell'incurvarsi delle traiettorie di compressione, per effetto della diffusione a bottiglia, insorgono nel calcestruzzo delle tensioni di trazioni trasversali alla direzione dello sforzo di compressione (es. direzione della barra di armatura precompressa o del tirante) la cui risultante è chiamata forza di fenditura.
 
Tale forza se non opportunamente contrastata con un'idonea armatura (armatura di frettage) distribuita lungo tutta la zona di diffusione del carico, in considerazione della scarsa resistenza a trazione del calcestruzzo, è causa di grosse fessure longitudinali (o di fenditura).

Le zone diffusive generate dall'introduzione di un carico concentrato sono delle D regions.